# كيف تعمل البعوضة
كيف تعمل البعوضة هو فيلم رسوم متحركة صامت من عمل رسام الكاريكاتير وينسر مكاي، مدة الفيلم 6 دقائق تصور بعوضة كبيرة تعذب رجل نائم، يعتبر الفيلم من أوائل أعمال الرسوم المتحركة ، وتعتبر جودته الفنية سابقة لعصره بكثير.

## روابط خارجية
- كيف تعمل البعوضة على موقع IMDb (الإنجليزية)
- كيف تعمل البعوضة على موقع أول موفي (الإنجليزية)
- كيف تعمل البعوضة على موقع فيلمافينيتي (الإسبانية)
- كيف تعمل البعوضة على موقع قاعدة بيانات الفيلم (الإنجليزية)
- كيف تعمل البعوضة على موقع ليتربوكسد (الإنجليزية)
- كيف تعمل البعوضة على موقع كينوبويسك (الروسية)